# Paul Lapeira
Paul Lapeira (Fougères, 28 mei 2000) is een Frans wielrenner die in 2022 prof werd bij AG2R Citroën Team.

## Carrière
Lapeira begon op zevenjarige leeftijd met wielrennen en behaalde als junior enkele aansprekende overwinningen. Zo was hij, samen met zijn ploeggenoten, de beste in de ploegentijdrit in zowel de Ronde van de poorten van het land van Othe als in Aubel-Thimister-Stavelot. In die eerste koers droeg hij na de ploegentijdrit ook één dag de leidertrui. In het eindklassement werd hij tweede, achter ploeggenoot Hugo Page.
Als eerstejaars belofte maakte Lapeira deel uit van de selectie van de beloftenploeg van AG2R La Mondiale die de openingsploegentijdrit in de Ronde van Friuli-Venezia Giulia won. In april 2021 won hij de Trofeo Città di San Vendemiano. In oktober van dat jaar won hij de Ronde van Lombardije voor beloften en nam hij, als stagiair bij AG2R Citroën, deel aan Parijs-Bourges en de Ronde van de Vendée.
Na zijn stage werd Lapeira in 2022 prof bij AG2R Citroën. Zijn eerste wedstrijdkilometers dat seizoen maakte hij in januari in de Grote Prijs La Marseillaise, waar hij op plek 79 eindigde. Een maand later startte hij in de Ronde van de Verenigde Arabische Emiraten, wat zijn debuut in de World Tour betekende. In de zesde etappe maakte hij deel uit van de vroege vlucht die uiteindelijk zou strijden om de winst. In de sprint was enkel Mathias Vacek hem te snel af. Zijn eerste profoverwinning volgde in 2024 in de Classic Loire-Atlantique, waar hij na een solo van twintig kilometer als eerste over de finish kwam. Een dag later won hij weer: in de Cholet Agglo Tour viel hij in de finale aan en bleef hij de achtervolgende groep nipt voor.
Zijn eerste UCI World Tour overwinning boekte Lapeira in de Ronde van het Baskenland 2024. In de sprint voor de zege van de tweede etappe versloeg hij Samuele Battistella en Louis Vervaeke.

## Overwinningen
2018
2e etappe Ronde van de poorten van het land van Othe (ploegentijdrit)
2e etappe deel A Aubel-Thimister-Stavelot (ploegentijdrit)
2019
1e etappe Ronde van Friuli-Venezia Giulia (ploegentijdrit)
2021
Trofeo Città di San Vendemiano
Ronde van Lombardije, Beloften
2024
Classic Loire-Atlantique
Cholet Agglo Tour
2e etappe Ronde van het Baskenland
 Frans kampioen op de weg, elite
Polynormande
2025
2e etappe Ronde van Polen

## Resultaten in voornaamste wedstrijden
| Jaar | Ronde van Italië | Ronde van Frankrijk | Ronde van Spanje |
| ---- | ---------------- | ------------------- | ---------------- |
| 2022 |                  |                     |                  |
| 2023 | opgave           |                     | 109e             |
| 2024 |                  | 88e                 |                  |

| Jaar | Amstel Gold Race | Luik-Bast.‑Luik | Ronde van Lombardije | Waalse Pijl | Clásica San Sebastián |
| ---- | ---------------- | --------------- | -------------------- | ----------- | --------------------- |
| 2022 |                  | 72e             | 107e                 | 138e        | opgave                |
| 2023 |                  |                 |                      |             |                       |
| 2024 | 5e               | 11e             | opgave               | opgave      |                       |

## Ploegen
- 2021 –  AG2R Citroën Team (stagiair vanaf 1 augustus)
- 2022 –  AG2R Citroën Team
- 2023 –  AG2R Citroën Team
- 2024 –  Decathlon AG2R La Mondiale Team
- 2025 –  Decathlon AG2R La Mondiale Team

Bidard · Bouchard · Calmejane · Champoussin · Cherel · Cosnefroy · Dewulf · Duval · Franktot en met 20 juni · Gallopin · Gastauer · Godon · Gougeard · Hänninen ·  Jullien · Jungels · L. Naesen · O. Naesen · O'Connor · Paret-Peintre · Peters · Prodhomme · Sarreau · Schär · Touzé · Van Avermaet · Van Hoecke · Vendrame · Venturini · Warbasse · Delphis (stagiair) · Lapeira (stagiair) · Retailleau (stagiair)
Berthet · Bouchard · Calmejane · Champoussin · Cherel · Cosnefroy · Dewulf · Gall · Godon · Hänninen ·  Jullien · Jungels · Lapeira · L. Naesen · O. Naesen · O'Connor · A. Paret-Peintre · V. Paret-Peintre · Peters · Prodhomme · Raugel · Retailleau (vanaf 1/8) · Sarreau · Schär · Touzé · Van Avermaet · Van Hoecke · Vendrame · Venturini · Warbasse · Delphis (stagiair) · Gautherat (stagiair) · Tronchon (stagiair)
Baudin · Berthet · Bonnamour · Bouchard · Cherel · Cosnefroy · Dewulf · Gall · Gautherat · Godon · Hänninen · Labrosse (Vanaf 1/8) ·  Lapeira · L. Naesen · O. Naesen · O'Connor · A. Paret-Peintre · V. Paret-Peintre · Peters · Prodhomme · Raugel · Retailleau · Sarreau · Schär · Touzé · Tronchon · Van Avermaet · Vendrame · Venturini · Warbasse · Chaussinand (stagiair) · Veistroffer (stagiair) · Verschuren (stagiair)
Armirail · Baudin · Bennett · Berthet · Boasson Hagen · Bonnamour (tot 25/3) · Bouchard · Cosnefroy · De Bondt · De Pestel · Dewulf · Gall · Gautherat · Godon · Hänninen · Labrosse · Lafay ·  Lapeira · Naesen · O'Connor · A. Paret-Peintre · V. Paret-Peintre · Peters · Pollefliet · Prodhomme · Retailleau · Touzé · Tronchon · Vendrame · Warbasse